# Jaciment romà de Can Maiol
El jaciment romà de Can Maiol és un jaciment arqueològic d'època romana situada en el terme municipal de Felanitx (Mallorca). Les estructures es corresponen amb una vil·la romana, amb una cronologia compresa entre el segle i dC i el segle v dC, d'acord amb les restes ceràmiques trobades al jaciment.

## Localització i història de les excavacions
L'assentament confronta amb el camí de Son Mesquidassa. La troballa es va esdevenir de manera casual, fet que va afavorir la prospecció del terreny i la posterior excavació de les estructures que restaren al descobert. El resultat va ser la localització, a la zona més elevada del terreny i a uns cent metres de les estructures, d'una important acumulació de bocins de ceràmica, tègula romana, opus signinum i pedres escairades.

## Descripció del jaciment
En l'excavació s'ha localitzat un àmbit pavimentat amb opus signinum, prou ben conservat llevat del sector oest, a on tan sols es troba la preparació. Aquest espai fa 6 metres d'ample, sense que per ara es pugui definir del tot la seva superfície, atès que hom no compta amb la longitud total dels murs en sentit est-oest. No obstant això, l'extrem d'un s'hi han trobat dos blocs quadrangulars de pedra amb una funcionalitat encara indeterminada.
Aferrat a la paret est s'ha localitzat un depòsit de planta rectangular de 2,5 m de llargada per 1,60 d'amplària i 1 m de fondària. Presenta a la part central del seu pis una concavitat circular destinada probablement a retenir els pòsits d'impureses, cosa que fa més fàcil el buidatge del contenidor. L'interior del depòsit està motllurat en els seus angles amb mitges canyes, que assenyalen que va contenir qualque líquid.

## Interpretació
Hom conclou que es tracta d'una explotació agrícola que encaixa amb el model de vil·la romana conegut a Mallorca i arreu de l'Imperi. Cronològicament, els primers elements datables són del segle i dC i les troballes s'allarguen fins al Baix Imperi; a partir de llavors, són més intermitents però continuen fins a l'època islàmica i l'època cristiana.
La troballa del dipòsit i les característiques que presenta porten a concloure que estava destinat a la transformació de qualque producte agrícola en líquid, probablement oli o vi i, per tant, hom interpreta que tota la zona fa part de la pars rustica de la vil·la. Pau Marimon considera aquest depòsit de Can Maiol com una primera demostració arqueològica de la producció local de vi a Mallorca.